# European Golden League maschile 2019
L'European Golden League 2019 si è svolta dal 25 maggio al 30 giugno 2019: al torneo hanno partecipato dodici squadre nazionali europee e la vittoria finale è andata per la prima volta alla Turchia.

## Regolamento

### Formula
La formula ha previsto:
- Fase a gironi, disputata con girone all'italiana, con gare di andata e ritorno: la prima classificata di ogni girone e la squadra del paese organizzatore (nel caso in cui sia stata tra le prime classificate, si è qualificata la migliore seconda classificata) hanno acceduto alla fase finale, mentre la peggiore ultima classificata è retrocessa in European Silver League 2021.
- Fase finale, disputata con semifinali, finale per il terzo posto e finale.

### Criteri di classifica
Se il risultato finale è stato di 3-0 o 3-1 sono stati assegnati 3 punti alla squadra vincente e 0 a quella sconfitta, se il risultato finale è stato di 3-2 sono stati assegnati 2 punti alla squadra vincente e 1 a quella sconfitta.
L'ordine del posizionamento in classifica è stato definito in base a:
- Numero di partite vinte;
- Punti;
- Ratio dei set vinti/persi;
- Ratio dei punti realizzati/subiti;
- Risultati degli scontri diretti.

## Squadre partecipanti
| Squadra     | Qualificazione | Ultima partecipazione       |
| ----------- | -------------- | --------------------------- |
| Belgio      | Wild card      | European Golden League 2018 |
| Bielorussia | Wild card      | European League 2016        |
| Croazia     | Wild card      | European League 2015        |
| Estonia     | Wild card      | European Golden League 2018 |
| Finlandia   | Wild card      | European Golden League 2018 |
| Lettonia    | Wild card      | European League 2007        |
| Paesi Bassi | Wild card      | European Golden League 2018 |
| Rep. Ceca   | Wild card      | European Golden League 2018 |
| Slovacchia  | Wild card      | European Golden League 2018 |
| Spagna      | Wild card      | European Golden League 2018 |
| Turchia     | Wild card      | European Golden League 2018 |
| Ucraina     | Wild card      | European Golden League 2018 |

## Torneo

### Fase a gironi
| Girone A   | Girone B    | Girone C    |
| ---------- | ----------- | ----------- |
| Belgio     | Croazia     | Bielorussia |
| Lettonia   | Estonia     | Finlandia   |
| Slovacchia | Paesi Bassi | Rep. Ceca   |
| Turchia    | Spagna      | Ucraina     |

#### Girone A

##### Risultati
| 26 maggio 2019 Taha Akgül Spor Salonu, Sivas Durata: 1h:21 - Spettatori: 6 000      | Turchia    | 3 - 0 | Lettonia   | 25-21, 26-24, 25-20               |
| 26 maggio 2019 Palais 12, Bruxelles Durata: 1h:59 - Spettatori: 625                 | Belgio     | 3 - 2 | Slovacchia | 14-25, 21-25, 25-19, 25-21, 15-13 |
| 29 maggio 2019 Sporta nams Daugava, Riga Durata: 2h:28 - Spettatori: 500            | Lettonia   | 2 - 3 | Slovacchia | 21-25, 29-27, 26-24, 16-25, 17-19 |
| 29 maggio 2019 Palais 12, Bruxelles Durata: 1h:38 - Spettatori: 745                 | Belgio     | 1 - 3 | Turchia    | 25-22, 14-25, 22-25, 21-25        |
| 1º giugno 2019 Mestská športová hala, Nitra Durata: 1h:31 - Spettatori: 1 400       | Slovacchia | 0 - 3 | Turchia    | 20-25, 18-25, 17-25               |
| 1º giugno 2019 Sporta nams Daugava, Riga Durata: 1h:38 - Spettatori: 500            | Lettonia   | 3 - 1 | Belgio     | 22-25, 25-19, 25-20, 25-21        |
| 8 giugno 2019 Malatya Merkez Spor Salonu, Malatya Durata: 1h:09 - Spettatori: 6 000 | Turchia    | 3 - 0 | Slovacchia | 25-15, 25-11, 25-17               |
| 8 giugno 2019 Sportcampus Lange Munte, Kortrijk Durata: 1h:33 - Spettatori: 1 335   | Belgio     | 1 - 3 | Lettonia   | 25-16, 21-25, 22-25, 23-25        |
| 12 giugno 2019 Mestská športová hala, Humenné Durata: 1h:53 - Spettatori: 810       | Slovacchia | 1 - 3 | Lettonia   | 22-25, 15-25, 25-16, 21-25        |
| 12 giugno 2019 Beşerli Spor Salonu, Trebisonda Durata: 1h:37 - Spettatori: 3 000    | Turchia    | 3 - 1 | Belgio     | 25-20, 23-25, 25-14, 25-16        |
| 16 giugno 2019 Sporta nams Daugava, Riga Durata: 1h:03 - Spettatori: 550            | Lettonia   | 0 - 3 | Turchia    | 18-25, 16-25, 14-25               |
| 15 giugno 2019 Aréna Poprad, Poprad Durata: 2h:00 - Spettatori: 1 100               | Slovacchia | 3 - 1 | Belgio     | 21-25, 25-22, 25-20, 25-21        |

##### Classifica
| Pos. | Squadra    | Pt | G | V | P | SV | SP | Ratio | PF  | PS  | Ratio |
| ---- | ---------- | -- | - | - | - | -- | -- | ----- | --- | --- | ----- |
| 1.   | Turchia    | 18 | 6 | 6 | 0 | 18 | 2  | 9,000 | 496 | 368 | 1,347 |
| 2.   | Lettonia   | 10 | 6 | 3 | 3 | 11 | 12 | 0,916 | 501 | 530 | 0,945 |
| 3.   | Slovacchia | 6  | 6 | 2 | 4 | 9  | 15 | 0,600 | 500 | 538 | 0,929 |
| 4.   | Belgio     | 2  | 6 | 1 | 5 | 8  | 17 | 0,470 | 521 | 582 | 0,895 |

      Qualificata alle semifinali.

#### Girone B

##### Risultati
| 25 maggio 2019 Pabellón Los Pajaritos, Soria Durata: 1h:33 - Spettatori: 900            | Spagna      | 3 - 1 | Estonia     | 25-18, 25-18, 21-25, 25-19        |
| 25 maggio 2019 Omnisport Apeldoorn, Apeldoorn Durata: 2h:21 - Spettatori: 1 121         | Paesi Bassi | 3 - 2 | Croazia     | 25-20, 17-25, 26-24, 20-25, 15-10 |
| 29 maggio 2019 Pabellón Los Pajaritos, Soria Durata: 1h:54 - Spettatori: 900            | Spagna      | 2 - 3 | Paesi Bassi | 16-25, 25-18, 24-26, 25-22, 12-15 |
| 29 maggio 2019 Arena Varaždin, Varaždin Durata: 1h:45 - Spettatori: 200                 | Croazia     | 3 - 1 | Estonia     | 24-26, 25-20, 25-13, 25-21        |
| 2 giugno 2019 Tartu Ülikooli Spordihoone, Tartu Durata: 2h:04 - Spettatori: 1 450       | Estonia     | 3 - 2 | Paesi Bassi | 25-22, 25-23, 19-25, 20-25, 16-14 |
| 1º giugno 2019 Arena Varaždin, Varaždin Durata: 1h:13 - Spettatori: 500                 | Croazia     | 0 - 3 | Spagna      | 22-25, 22-25, 15-25               |
| 8 giugno 2019 Tartu Ülikooli Spordihoone, Tartu Durata: 2h:03 - Spettatori: 1 150       | Estonia     | 3 - 2 | Croazia     | 27-29, 17-25, 25-13, 25-21, 15-10 |
| 9 giugno 2019 Topsportcentrum De Koog, Koog aan de Zaan Durata: 1h:56 - Spettatori: 950 | Paesi Bassi | 3 - 2 | Spagna      | 25-15, 25-23, 22-25, 20-25, 15-11 |
| 12 giugno 2019 Pabellón Pitiu Rochel, Alicante Durata: 1h:46 - Spettatori: 1 510        | Spagna      | 1 - 3 | Croazia     | 19-25, 25-23, 28-30, 20-25        |
| 12 giugno 2019 Het Activum, Hoogeveen Durata: 1h:15 - Spettatori: 1 175                 | Paesi Bassi | 3 - 0 | Estonia     | 25-19, 25-17, 25-17               |
| 15 giugno 2019 Tartu Ülikooli Spordihoone, Tartu Durata: 1h:20 - Spettatori: 1 550      | Estonia     | 0 - 3 | Spagna      | 24-26, 23-25, 20-25               |
| 15 giugno 2019 Arena Varaždin, Varaždin Durata: 1h:20 - Spettatori: 700                 | Croazia     | 3 - 0 | Paesi Bassi | 25-19, 25-23, 25-22               |

##### Classifica
| Pos. | Squadra     | Pt | G | V | P | SV | SP | Ratio | PF  | PS  | Ratio |
| ---- | ----------- | -- | - | - | - | -- | -- | ----- | --- | --- | ----- |
| 1.   | Paesi Bassi | 10 | 6 | 4 | 2 | 14 | 12 | 1,166 | 564 | 538 | 1,048 |
| 2.   | Spagna      | 11 | 6 | 3 | 3 | 14 | 10 | 1,400 | 540 | 522 | 1,034 |
| 3.   | Croazia     | 11 | 6 | 3 | 3 | 13 | 11 | 1,181 | 538 | 523 | 1,028 |
| 4.   | Estonia     | 4  | 6 | 2 | 4 | 8  | 16 | 0,500 | 494 | 553 | 0,893 |

      Qualificata alle semifinali.

#### Girone C

##### Risultati
| 25 maggio 2019 Tampere Ice Arena, Tampere Durata: 1h:50 - Spettatori: 2 460       | Finlandia   | 1 - 3 | Ucraina     | 30-28, 22-25, 17-25, 22-25        |
| 26 maggio 2019 Čižovka-Arena, Minsk Durata: 1h:48 - Spettatori: 1 000             | Bielorussia | 3 - 1 | Rep. Ceca   | 19-25, 25-18, 25-20, 27-25        |
| 29 maggio 2019 Městská Hala Vodova, Brno Durata: 1h:56 - Spettatori: 835          | Rep. Ceca   | 3 - 2 | Ucraina     | 17-25, 20-25, 25-18, 25-18, 15-13 |
| 29 maggio 2019 Čižovka-Arena, Minsk Durata: 1h:26 - Spettatori: 950               | Bielorussia | 3 - 0 | Finlandia   | 25-23, 25-23, 25-20               |
| 1º giugno 2019 Čižovka-Arena, Minsk Durata: 1h:55 - Spettatori: 1 100             | Bielorussia | 3 - 1 | Ucraina     | 25-18, 25-22, 20-25, 26-24        |
| 1º giugno 2019 Městská Hala Vodova, Brno Durata: 1h:45 - Spettatori: 850          | Rep. Ceca   | 3 - 1 | Finlandia   | 17-25, 25-22, 25-15, 25-22        |
| 8 giugno 2019 Sportovní hala, Jindřichův Hradec Durata: 1h:50 - Spettatori: 1 200 | Rep. Ceca   | 3 - 1 | Bielorussia | 25-21, 25-18, 19-25, 25-23        |
| 8 giugno 2019 Palac sportu Junist', Zaporižžja Durata: 1h:15 - Spettatori: 800    | Ucraina     | 3 - 0 | Finlandia   | 25-16, 25-20, 25-23               |
| 12 giugno 2019 Elenia Areena, Hämeenlinna Durata: 1h:25 - Spettatori: 1 360       | Finlandia   | 0 - 3 | Bielorussia | 22-25, 23-25, 20-25               |
| 12 giugno 2019 Palac sportu Junist', Zaporižžja Durata: 1h:08 - Spettatori: 480   | Ucraina     | 3 - 0 | Rep. Ceca   | 25-20, 25-20, 25-13               |
| 15 giugno 2019 Saimaa Stadiumi, Mikkeli Durata: 1h:58 - Spettatori: 1 150         | Finlandia   | 2 - 3 | Rep. Ceca   | 25-18, 25-27, 15-25, 25-21, 13-15 |
| 15 giugno 2019 Palac sportu Junist', Zaporižžja Durata: 2h:18 - Spettatori: 850   | Ucraina     | 3 - 2 | Bielorussia | 23-25, 25-23, 25-22, 23-25, 15-11 |

##### Classifica
| Pos. | Squadra     | Pt | G | V | P | SV | SP | Ratio | PF  | PS  | Ratio |
| ---- | ----------- | -- | - | - | - | -- | -- | ----- | --- | --- | ----- |
| 1.   | Bielorussia | 13 | 6 | 4 | 2 | 15 | 8  | 1,875 | 535 | 513 | 1,042 |
| 2.   | Ucraina     | 12 | 6 | 4 | 2 | 15 | 9  | 1,666 | 552 | 507 | 1,088 |
| 3.   | Rep. Ceca   | 10 | 6 | 4 | 2 | 13 | 12 | 1,083 | 535 | 544 | 0,983 |
| 4.   | Finlandia   | 1  | 6 | 0 | 6 | 4  | 18 | 0,222 | 468 | 526 | 0,889 |

      Qualificata alle semifinali.
      Retrocessa in European Silver League.

### Fase finale
|  | Semifinali | Semifinali  | Semifinali |                 |    | Finale      | Finale      | Finale |
|  |            |             |            |                 |    |             |             |        |
|  | 1B         | Paesi Bassi | 1          |                 |    |             |             |        |
|  | 1B         | Paesi Bassi | 1          |                 |    |             |             |        |
|  | 1C         | Bielorussia | 3          |                 |    |             |             |        |
|  | 1C         | Bielorussia | 3          |                 | 1C | Bielorussia | 0           |        |
|  |            |             |            |                 | 1C | Bielorussia | 0           |        |
|  |            |             |            |                 |    | 1A          | Turchia     | 3      |
|  | 1A         | Turchia     | 3          |                 |    | 1A          | Turchia     | 3      |
|  | 1A         | Turchia     | 3          |                 |    |             |             |        |
|  | 4B         | Estonia     | 1          |                 |    |             |             |        |
|  | 4B         | Estonia     | 1          | Finale 3° posto |    |             |             |        |
|  |            |             |            |                 |    |             |             |        |
|  |            |             |            |                 |    | 1B          | Paesi Bassi | 3      |
|  |            |             |            |                 |    | 1B          | Paesi Bassi | 3      |
|  |            |             |            |                 |    | 4B          | Estonia     | 0      |

#### Semifinali
| 21 giugno 2019 Saku Suurhall, Tallinn Durata: 2h:01 - Spettatori: 300   | Paesi Bassi | 1 - 3 | Bielorussia | 22-25, 31-29, 19-25, 21-25 |
| 21 giugno 2019 Saku Suurhall, Tallinn Durata: 2h:04 - Spettatori: 2 500 | Turchia     | 3 - 1 | Estonia     | 25-23, 22-25, 25-21, 28-26 |

#### Finale 3º posto
| 22 giugno 2019 Saku Suurhall, Tallinn Durata: 1h:18 - Spettatori: 1 700 | Paesi Bassi | 3 - 0 | Estonia | 25-22, 25-16, 25-16 |

#### Finale
| 22 giugno 2019 Saku Suurhall, Tallinn Durata: 1h:23 - Spettatori: 400 | Bielorussia | 0 - 3 | Turchia | 16-25, 21-25, 19-25 |

## Classifica finale
| Pos | Squadra     | Rosa |
| --- | ----------- | --- |
|     | Turchia     | Formazione: 1 Yönet, 6 Ünver, 7 Durmaz, 8 Subaşı, 9 Aydın, 10 Ekşi, 11 Gülmezoğlu, 12 Lagumdžija, 13 Karasu, 15 Toy, 16 Mert, 17 Ulu, 18 Metin, 19 Yatgın, 20 Bayram, 21 Döne, CT: Özbey                                                                              |
|     | Bielorussia | Formazione: 1 Radziuk, 2 Audochanka, 5 Busel, 6 Babkebich, 7 Shkredau, 8 Shmat, 10 Kudrashou, 15 Tsiushkevich, 16 Vash, 17 Miskevič, 18 Budziukhin, 19 Charapovich, 20 Kuklinski, 21 Kurash, 61 Aplevich, CT: Bekša                                                   |
|     | Paesi Bassi | Formazione: 1 van Haarlem, 2 Keemink, 3 van Garderen, 4 ter Horst, 6 Van der Ent, 7 Jorna, 8 Plak, 9 Gommans, 12 Smit, 14 Abdel-Aziz, 15 van Solkema, 16 ter Maat, 17 Parkinson, 19 Dronkers, 21 van Schie, 22 Wiltenburg, 23 Hoogendoorn, 24 van Tilburg, CT: Piazza |
| 4   | Estonia     | Formazione: 1 Treial, 3 Saar, 4 Kreek, 5 Toobal, 6 Pulk, 7 Teppan, 8 Tammearu, 9 Täht, 10 Maar, 11 Venno, 12 Kollo, 14 Rikberg, 15 Raadik, 16 Viiber, 17 Tammemaa, 18 Tamme, 19 Aganits, 20 Naaber, 21 Kaibald, 22 Keel, CT: Crețu                                    |
| 5   | Lettonia    | Formazione: 1 Ivanovs, 2 J. Jansons, 3 Vanags, 4 Svans, 5 Pekmans, 6 Cielavs, 10 Abolins, 11 Petrovs, 15 Šimanskis, 16 Platacs, 17 Ozoliņš, 20 Adamovičs, 21 Blumbergs, 22 R. Jansons, CT: Keel                                                                       |
| 5   | Spagna      | Formazione: 1 Colito, 2 Trinidad, 3 Rodríguez, 4 Ruiz, 7 Ramón, 9 Vigil, 11 de Amo, 12 de Chavarría, 13 Villena, 14 Fornés, 16 González, 17 Villalba, 18 Gámiz, 20 Gimeno, 22 López, CT: Muñoz                                                                        |
| 5   | Ucraina     | Formazione: 1 Polujan, 3 Vijec'kyj, 5 Plotnyc'kyj, 6 Drozd, 7 Brova, 9 Koval'čuk, 10 Semenjuk, 11 Didenko, 12 Fomin, 14 Koval'ov, 15 Tevkun, 16 Ševčenko, 18 Jereščenko, 20 Hladenko, 22 Chandrolin, CT: Krastiņš                                                     |
| 8   | Croazia     | Formazione: 1 Zhukouski, 4 Hanžič, 6 Raič, 7 Sedlaček, 8 Šarčević, 9 Đukić, 10 Šestan, 11 Višić, 12 Peterlin, 13 Pervan, 14 Marelić, 16 Andrić, 17 Mihalj, 19 Zeljković, 20 Nikačević, CT: Zanini                                                                     |
| 8   | Rep. Ceca   | Formazione: 2 Hadrava, 3 Beer, 5 Zajíček, 6 Finger, 9 Patočka, 12 Pfeffer, 13 Galabov, 14 Bartoš, 15 Sobotka, 16 Srb, 17 Janků, 18 Janouch, 19 Zmrhal, 20 Kopacek, CT: Nekola                                                                                         |
| 8   | Slovacchia  | Formazione: 2 Kriško, 4 Jendrejcak, 5 Kubš, 6 Palgut, 7 Lamanec, 8 Ondrovič, 10 Lux, 11 Vitko, 15 Zaťko, 16 Kováč, 18 Kurej, 19 Gavenda, 21 Kyjanica, 22 Firkaľ, 23 Pavelka, 24 Goč, CT: Kravárik                                                                     |
| 11  | Belgio      | Formazione: 1 Kindt, 2 Dumont, 4 Verstraete, 5 Grobelny, 6 Stuer, 7 Vanneste, 8 Peters, 9 Hofmans, 11 Van Hoyweghen, 12 Vandeweyer, 13 Peeters, 14 Depovere, 15 Cosemans, 16 D'Heer, 17 Abinet, 18 Thys, 19 De Beul, 20 van de Velde, CT: Van Kerckhove               |
| 11  | Finlandia   | Formazione: 1 Haapakoski, 4 Kerminen, 5 Mäkinen, 6 Ronkainen, 7 Suihkonen, 9 Siirilä, 11 Sinkkonen, 12 Kaislasalo, 15 Porkka, 18 Lankinen, 19 Breilin, 20 Jokela, 21 Ivanov, 23 Karjarinta, 24 Nikula, 25 Toimela, CT: Banks                                          |

|  |  | Qualificata alla Volleyball Challenger Cup 2019 |

|  | Retrocessa in European Silver League 2021 |